# Seznam srbskih nogometašev
Seznam srbskih nogometašev.

## A
- Dragan Aćimović - Aćim
- Dejan Antonić
- Goran Antonić
- Vlada Avramov

## B
- Ivan Bek
- Dragoljub Bekvalac
- Nenad Bjeković
- Miroslav Bjeloš
- Vladislav Bogićević
- Vujadin Boškov
- Milan Bubalo

## Ć
- Ivan Ćurković

## D
- Milan Damjanović
- Ivica Dragutinović
- Dragan Džajić

## Đ
- Filip Đorđević
- Nenad Đorđević
- Dejan Đurđević

## E
- Ivan Ergić

## G
- Mijat Gaćinović
- Petar Golubović

## I
- Saša Ilić
- Ivica Iliev
- Branislav Ivanović
- Milutin Ivković
- Aleksandar Ivoš

## J
- Aleksandar Janković (*1972 in 1995)
- Slaviša Jokanović
- Milan Jovanović
- Aleksandar Jović
- Luka Jović
- Milan Jović
- Milovan Jović
- Predrag Jović
- Ivan Jurišić
- Svetozar Jurišić
- Fahrudin Jusufi

## K
- Gojko Kačar
- Stanislav Karasi
- Mihalj Keri
- Mateja Kežman
- Filip Kljajić
- Aleksandar Kolarov
- Milorad Kosanović
- Filip Kostić
- Darko Kovačević
- Nenad Kovačević
- Oliver Kovačević
- Vladimir "Vladica" Kovačević
- Alen Kozić
- Refik Kozić
- Miloš Krasić
- Mladen Krstajić
- Zdravko Kuzmanović

## L
- Nenad Lalatović
- Mladen Lazarević
- Danko Lazović
- Aleksandar Linta
- Adem Ljajić
- Aleksandar Luković

## M
- Bojan Mališić
- Blagoje Marjanović
- Ivan Marković
- Vanja Marković
- Nemanja Matić
- Dragoslav Mihajlović
- Siniša Mihajlović
- Predrag "Peđa" Mijatović
- Nenad Milijaš
- Zoran Milinković
- Sergej Milinković-Savić
- Luka Milivojević
- Bora (Velibor) Milutinović
- Rajko Mitić
- Aleksandar Mitrović
- Stefan Mitrović
- Mitar Mrkela

## N
- David Nikolić
- Marko Nikolić
- Milorad Nikolić
- Nenad Nikolić
- Ratko Nikolić

## O
- Ivan Obradović
- Predrag Ocokoljić

## P
- Dragan Pantelić
- Marko Pantelić
- Andrija Pavlović
- Miroslav Pavlović
- Marko Perović
- Miloš Petrović
- Vladimir Petrović
- Željko Petrović
- Vladimir "Vladica" Popović

## R
- Uroš Račić
- Ivan Radovanović
- Aleksander Ristić
- Marko Ristić
- Stevica Ristić
- Antonio Rukavina

## S
- Slobodan Santrač
- Dule Savić
- Stefan Savić
- Aleksandar Sedlar
- Vojislav Simeunović
- Novak Simović
- Dejan Stanković
- Luka Stojanović
- Stevan Stojanović
- Miloš Stojčev
- Dragan Stojković
- Vladimir Stojković
- Ilija Stolica
- Neven Subotić
- Miralem Sulejmani

## Š
- Dragoslav Šekularac
- Vlado Šmit

## T
- Dušan Tadić
- Ivan Tatomirović
- Zvezdan Terzić
- Aleksandar Tirnanić
- Ivan Tomić
- Nenad Tomović
- Ivan Toplak
- Duško Tošić
- Miloš Trifunović

## U
- Vojo Ubiparip
- Dragan Ugrenović

## V
- Todor "Toza" Veselinović
- Nemanja Vidić
- Dušan Vlahović
- Momčilo Vukotić

## Ž
- Nikola Žigić
- Milan Živadinović
- Bratislav Živković